# Prothoe dohertyi
Prothoe dohertyi är en fjärilsart som beskrevs av Grose-smith 1894. Prothoe dohertyi ingår i släktet Prothoe och familjen praktfjärilar. Inga underarter finns listade i Catalogue of Life.